# 中島康平
中島 康平（なかしま こうへい、1989年12月7日 - ）は、島根県松江市出身のプロボクサー、元サッカー選手。SFマキジム所属。サッカー時代のポジションはフォワード。

## 来歴

### サッカー
小学校3年でサッカーを始めた。立正大淞南高校時代、全国高等学校サッカー選手権大会に出場し、ベンチ入りした。福山大学では、2011年の中国大学サッカーリーグでチーム最多の13得点と活躍し、優勝の立役者になった。2010年と2011年にはデンソーカップチャレンジサッカー中国・四国大学選抜に選ばれた。
2011年11月、FC岐阜の練習に参加した際、スカウトの目に留まり、2012年、FC岐阜に入団。2013年4月17日、第9節のカターレ富山戦でJリーグ初得点を挙げるが、シーズン終了後に契約満了により退団。
2014年より、FC町田ゼルビアへ完全移籍。
2015年、VONDS市原へ期限付き移籍。
2016年、ヴェルスパ大分に完全移籍。しかし1年で退団した。
2017年1月7日、引退を発表。

### ボクシング
引退後は京都府乙訓郡大山崎町の重機レンタル会社の社員として勤務していたが、2021年に知り合いの勧めで町内のボクシングジムであるSFマキジムに入門。
2022年7月23日、エディオンアリーナ大阪第2競技場にてプロボクサーデビューを果たし、同じくデビュー戦の安原直希相手に1回にダウンを受けるも、2回にラッシュをかけてレフェリーストップを呼び込み勝利。

## 所属クラブ
- 玉湯SCジュニア（松江市立忌部小学校）
- 玉湯SCジュニアユース（松江市立湖南中学校）
- 立正大学淞南高等学校
- 福山大学
- 2012年 - 2013年 FC岐阜
- 2014年 - 2015年 FC町田ゼルビア
  - 2015年 VONDS市原（期限付き移籍）
- 2016年 ヴェルスパ大分

## 個人成績
| 国内大会個人成績 | 国内大会個人成績 | 国内大会個人成績 | 国内大会個人成績 | 国内大会個人成績 | 国内大会個人成績 | 国内大会個人成績          | 国内大会個人成績          | 国内大会個人成績 | 国内大会個人成績 | 国内大会個人成績 | 国内大会個人成績 |
| 年度             | クラブ           | 背番号           | リーグ           | リーグ戦         | リーグ戦         | リーグ杯                  | リーグ杯                  | オープン杯       | オープン杯       | 期間通算         | 期間通算         |
| 年度             | クラブ           | 背番号           | リーグ           | 出場             | 得点             | 出場                      | 得点                      | 出場             | 得点             | 出場             | 得点             |
| 日本             | 日本             | 日本             | 日本             | リーグ戦         | リーグ戦         | リーグ杯                  | リーグ杯                  | 天皇杯           | 天皇杯           | 期間通算         | 期間通算         |
| ---------------- | ---------------- | ---------------- | ---------------- | ---------------- | ---------------- | ------------------------- | ------------------------- | ---------------- | ---------------- | ---------------- | ---------------- |
| 2009             | 福山大           | 25               | -                | -                | -                | -                         | -                         | 1                | 0                | 1                | 0                |
| 2012             | 岐阜             | 27               | J2               | 16               | 0                | -                         | -                         | 0                | 0                | 16               | 0                |
| 2013             | 岐阜             | 26               | J2               | 10               | 1                | -                         | -                         | 0                | 0                | 10               | 1                |
| 2014             | 町田             | 26               | J3               | 5                | 0                | -                         | -                         | -                | -                | 5                | 0                |
| 2015             | V市原            | 15               | 関東1部          | 9                | 3                | -                         | -                         | -                | -                | 9                | 3                |
| 2016             | V大分            | 11               | JFL              | 27               | 6                | -                         | -                         | -                | -                | 27               | 6                |
| 通算             | 日本             | 日本             | J2               | 26               | 1                | -                         | -                         | 0                | 0                | 26               | 1                |
| 通算             | 日本             | 日本             | J3               | 5                | 0                | -                         | -                         | -                | -                | 5                | 0                |
| 通算             | 日本             | 日本             | JFL              | 27               | 6                | -                         | -                         | -                | -                | 27               | 6                |
| 通算             | 日本             | 日本             | 関東1部          | 9                | 3                | -                         | -                         | -                | -                | 9                | 3                |
| 通算             | 日本             | 日本             | 他               | -                | -                | -                         | -                         | 1                | 0                | 1                | 0                |
| 総通算           | 総通算           | 総通算           | 総通算           | 67               | 10               | -\|\|\|1\|\|0\|\|68\|\|10 | -\|\|\|1\|\|0\|\|68\|\|10 |                  |                  |                  |                  |

その他の公式戦
- 2014年
  - 東京都サッカートーナメント 1試合0得点

- Jリーグ初出場 - 2012年5月3日 J2第12節 対水戸ホーリーホック（岐阜メモリアルセンター長良川競技場）
- Jリーグ初得点 - 2013年4月17日 J2第9節　対カターレ富山（岐阜メモリアルセンター長良川競技場）

## タイトル

### クラブ
福山大学
- 中国大学サッカー選手権大会 (2009年)
- 全広島サッカー選手権大会 (2009年)
- 中国大学サッカーリーグ1部 (2011年)

### 個人
- デンソーカップチャレンジサッカー 優秀選手 (2010年)